# Comuna Ocland, Harghita
Ocland (în maghiară: Oklánd) este o comună în județul Harghita, Transilvania, România, formată din satele Crăciunel, Ocland (reședința) și Satu Nou.

## Demografie
Componența etnică a comunei Ocland
     Maghiari (92,83%)
     Alte etnii (7,17%)
Componența confesională a comunei Ocland
     Unitarieni (67,56%)
     Romano-catolici (22,6%)
     Reformați (1,26%)
     Alte religii (1,89%)
     Necunoscută (6,69%)
Conform recensământului efectuat în 2021, populația comunei Ocland se ridică la 1.270 de locuitori, în scădere față de recensământul anterior din 2011, când fuseseră înregistrați 1.293 de locuitori. Majoritatea locuitorilor sunt maghiari (92,83%). Din punct de vedere confesional, majoritatea locuitorilor sunt unitarieni (67,56%), cu minorități de romano-catolici (22,6%) și reformați (1,26%), iar pentru 6,69% nu se cunoaște apartenența confesională.

## Politică și administrație
Comuna Ocland este administrată de un primar și un consiliu local compus din 9 consilieri. Primarul, Lehel Godra[*], de la Uniunea Democrată Maghiară din România, este în funcție din octombrie 2020. Începând cu alegerile locale din 2024, consiliul local are următoarea componență pe partide politice:
|  | Partid                                 | Consilieri | Componența Consiliului | Componența Consiliului | Componența Consiliului | Componența Consiliului | Componența Consiliului | Componența Consiliului | Componența Consiliului | Componența Consiliului | Componența Consiliului |
|  | -------------------------------------- | ---------- | ---------------------- | ---------------------- | ---------------------- | ---------------------- | ---------------------- | ---------------------- | ---------------------- | ---------------------- | ---------------------- |
|  | Uniunea Democrată Maghiară din România | 9          |                        |                        |                        |                        |                        |                        |                        |                        |                        |

## Monumente
- Biserica unitariană din Ocland, inițial romano-catolică, monument istoric din sec. al XIII-lea
- Biserica unitariană din Satu Nou